# 아직 멀었어요?
《아직 멀었어요?》(Are We There Yet?)는 2005년 공개된 코미디 영화이다.
이 영화는 흥행에 성공하여 속편 아직 멀었어요? 2(2007) 및 2010년 6월 TBS에서 첫 방송된 TV 시리즈 스핀오프를 포함한 정식 프랜차이즈를 출시했다.

## 줄거리
포틀랜드에 사는 짓궂은 남매 린지와 케빈은 이혼한 엄마가 재결합하기를 바라며 엄마의 연애를 방해한다. 한편, 아이들을 싫어하는 스포츠용품점 주인 닉은 새 차를 뽑고 애지중지하는 새철 페이지 인형과 함께 가게에 간다. 길 건너편에서 아름다운 여성 수잔을 발견한 닉은 말을 걸려 하지만 그녀에게 린지와 케빈이라는 두 아이가 있다는 것을 알고 실망한다. 어느 날 밤, 닉은 수잔의 차가 고장나자 집까지 데려다주게 되고, 이후 둘은 가까워진다. 새해 전날, 수잔은 밴쿠버 출장 때문에 공항에 가야 하지만, 전 남편 프랭크가 아프다는 핑계로 아이들을 데려다 줄 수 없게 되자 닉에게 아이들을 부탁한다.
닉은 수잔의 집에서 린지와 케빈을 다시 만나 함께 공항으로 향한다. 기차를 타려던 중 케빈이 닉의 주머니에 숨겨둔 코르크 스크루 때문에 보안 검열에 걸려 쫓겨나고, 결국 세 사람은 기차에서 뛰어내려 짐까지 잃어버린다. 어쩔 수 없이 차를 타고 수잔에게 가기로 한다. 닉이 수잔의 친구일 뿐이라고 생각하는 린지와 케빈은 여전히 장난을 치지만, 닉이 친구와 통화하며 자신들을 싫어하고 수잔에게 감정이 있다는 것을 알게 된다. 케빈은 거짓으로 천식을 호소해 닉을 차에서 쫓아내고 린지는 운전하려다 실패한다. 닉은 쫓아가다 부상을 입고, 린지의 운전 미숙으로 차는 엉망이 된다. 
결국 아이들은 아빠를 찾아 기차를 타고 떠나고, 닉은 말을 타고 뒤쫓아가다 넘어진다. 프랭크의 집에 도착한 아이들은 아빠가 아프다는 거짓말을 했고 이미 다른 가정을 꾸렸다는 사실을 알게 된다. 버려졌다고 느낀 아이들은 자신과 마찬가지로 아버지에게 버려진 닉에게 마음을 열기 시작한다. 셋은 친구가 되어 함께 길을 떠나지만 가는 길은 순탄치 않다. 닉은 아이들의 성화에 못 이겨 새해 전야 파티에 가고, 그곳에서 린지는 뛰어난 노래 실력을 보여준다. 다시 길을 가던 중 케빈이 차 안에서 토하고, 닉은 차를 청소하려다 실수로 차에 불이 나 폭발하고 만다. 화가 난 닉은 아이들을 혼내지만 곧 미안해하며 사과한다.
폐차가 된 차를 대신해 닉은 아이들과 함께 히치하이킹을 시도하지만, 이전부터 닉을 납치범으로 오해하던 트럭 운전사에게 버려진다. 닉은 다른 트럭 운전사의 도움을 받지만, 아이들은 그 운전사를 공격하여 닉은 운전사와 싸우게 된다. 싸움 중 케빈이 천식 발작을 일으키자 닉은 그를 살려낸다. 이 모든 상황을 지켜본 수잔은 닉을 믿은 것을 후회하지만, 새철 페이지 인형의 격려에 힘입어 닉은 수잔의 호텔 방으로 작별 인사를 하러 간다. 수잔은 닉과 아이들이 서로에게 얼마나 소중한 존재가 되었는지 깨닫고, 닉에게 마음을 고백한다. 새해가 시작됨과 동시에 두 사람은 키스를 하고, 아이들은 기뻐한다.

## 출연

### 주연
- 아이스 큐브

### 조연
- 니아 롱
- 제이 모어
- M.C. 게이니

## 기타
- 미술: 스티븐 J. 라인위버
- 세트: 조한네 허버트
- 의상: 게샤 필립스
- 배역: 수잔 테일러 브로즈
- 배역: 진 맥칼디